# 古井镇 (亳州市)
古井镇，是中华人民共和国安徽省亳州市谯城区下辖的一个镇。

## 行政区划
古井镇下辖以下地区：
减店村、三台楼村、门庄村、赵楼村、王集村、柳行村、董门楼村、北曹村、后老家村、吕楼村、王辛庄村、张集村和杨楼村。